# كلم بايين (دوستان)
کلم بایین (بالفارسية: کلم پایین) هي قرية و مستوطنة تقع في إيران في قسم دوستان الريفي. يقدر عدد سكانها بـ 95 نسمة .